# Castrismus
Als Castroismus, Castro-Kommunismus oder Castrismus wird gelegentlich das unter der Führung von Fidel Castro auf Kuba nach dem Sieg der kubanischen Revolution ab 1959 errichtete politische System bezeichnet, das vor allem durch eine „extrem zentralisierte Führung in einem sehr starken Staat“ charakterisiert ist. Im Mittelpunkt dieser Politik steht die Person Fidel Castro. Seine Reden wurden zur ideologischen Leitlinie.
Den Begriff, der die Identifikation des kubanischen politischen Systems mit der Person des Revolutionsführers impliziert, hat sich die kubanische Führung selbst jedoch nie zu eigen gemacht.
Ideologisch hat sich das von Castro aufgebaute politische System auf die Tradition des kubanischen Nationalhelden der Unabhängigkeitsbewegung José Martí und ab 1961 explizit insbesondere auf den Marxismus-Leninismus berufen und dabei zu unterschiedlichen Zeitpunkten durchaus unterschiedliche Prinzipien als maßgeblich betont. Seit der gesundheitsbedingten Übernahme der Führungsverantwortung durch Fidel Castros jüngeren Bruder Raúl ab Juli 2006 weisen Beobachter auf die politisch bedeutsamen Unterschiede zwischen den jahrzehntelangen Weggefährten hin und benutzen in diesem Zusammenhang auch die Begriffe „Fidelismus“, „Post-Fidelismus“ und „Raulismus“, während offizielle kubanische Quellen die Kontinuität im politischen System betonen.
Strukturell orientierten sich die ab 1959 in Kuba aufgebauten staatlichen Institutionen und der Führung unterstellten Massenorganisationen eng am Vorbild des unter Josef Stalin entwickelten, stark hierarchischen Ein-Parteien-Systems der Sowjetunion, das ab dem Ende des Zweiten Weltkriegs bis 1989 auch insbesondere in den realsozialistischen mittel- und osteuropäischen Staaten adaptiert wurde. Die politische Anlehnung an die Sowjetunion war dabei in den 1970er und 1980er Jahren besonders ausgeprägt. In den Anfangsjahren der Revolution verfolgte die kubanische Führung einen von Moskau unabhängigeren Kurs, der insbesondere die direkte Unterstützung revolutionärer Guerillabewegungen in Lateinamerika und Afrika beinhaltete – diese Politik wurde damals von Beobachtern als Kernelement des „Castroismus“ gesehen und unter Bezugnahme auf Ernesto Guevara teilweise auch als „Castroismus-Guevarismus“ bezeichnet.
Die Ausprägung des Castrismus unter dem Präsidenten Miguel Díaz-Canel wird innerhalb der kubanischen Opposition auch als Castrocanelismus (spanisch: castrocanelismo) bezeichnet.
In Lateinamerika galt der venezolanische Staatspräsident Hugo Chávez als größter Bewunderer und wichtigster Unterstützer des von den Brüdern Castro aufgebauten kubanischen Systems.

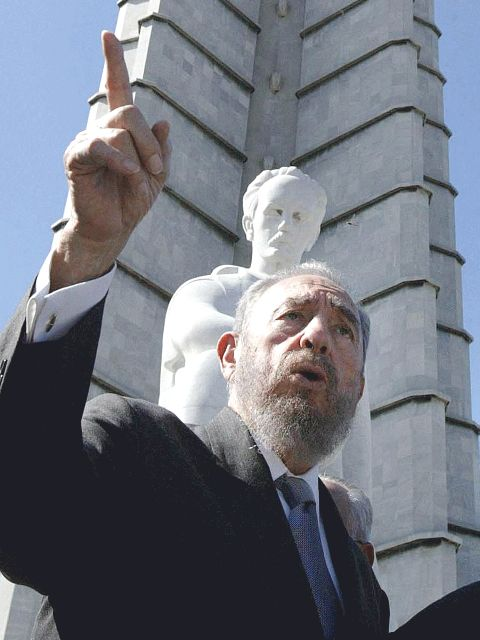
Castro, 2002, neben einer Statue von José Martí